# Riley & Scott Mk III
Der Riley & Scott Mk III war ein Prototyp, der von der Riley & Scott Cars Inc. gebaut wurde. Ursprünglich im Jahr 1993 entworfen, wurde das Auto für die neue Fahrzeug-Kategorie World Sports Car (WSC) entwickelt, die ihr Debüt in der nordamerikanischen IMSA GT Championship während ihrer Saison 1994 geben sollte. Erst 1995 wurde der erste Mk III fertiggestellt, aber der Bau weiterer Autos ermöglichte es verschiedenen Teams, in mehreren nordamerikanischen und europäischen Rennserien anzutreten, darunter auch beim 24-Stunden-Rennen von Le Mans.

## Entwicklungsgeschichte und Technik
Im Jahr 1993 begannen die Teameigentümer Bob und Bill Riley mit der ersten Arbeit an einem Entwurf für einen Sportprototyp, der dem World-Sports-Car-Reglement der MSA entsprechen sollte. Die neuen Vorschriften, die während der Saison 1993 bekannt gegeben wurden und in der 1994 eingeführt werden sollten, sahen kostengünstige Prototypen mit offenem Cockpit vor, um die teuren GTP-Modelle mit geschlossenem Cockpit zu ersetzen, die in der IMSA-GTP-Serie verwendet wurden. Riley & Scott, bereits erfahrene Konstrukteure in der Trans-Am-Serie, wollten in die Kategorie der Sportprototypen des Motorsports einsteigen.
Das neue Auto, bekannt als Mk III, zeichnete sich durch ein radikales Design mit konischen hinteren Seitenkästen aus, die in die Heckflügelhalterungen übergingen. Dadurch entstand ein großer Freiraum rund um die Hinterräder und ein großer Teil des Fahrgestellbodens wurde freigelegt. Die Kühler waren alle an der Vorderseite des Wagens unter einer einfachen, schrägen Nase angebracht. Das Interesse an diesem Entwurf war jedoch gering und Riley & Scott bauten für die Saison 1994 kein Auto. Im selben Jahr beauftragte Dyson Racing Riley & Scott mit der Verbesserung des aktuelle WSC-Autos des Teams, einem Spice SE90C-Chassis mit Ferrari-Motor. Nachdem sie die Verbesserungen für Dyson abgeschlossen hatten, kehrten Bob und Bill Riley mit neuen Erkenntnissen aus ihrer Dyson-Erfahrung zu ihrem Mk III-Design zurück. Nach der Neugestaltung des Mk III konnten Riley und Scott Dyson Racing davon überzeugen, ihren Spice-Ferrari für die Saison 1995 durch zwei neue Mk III zu ersetzen. Bill Rileys neu gestalteter Mk III hatte ein einfacheres Design, was den Kunden mehr Vielfalt und niedrige Kosten ermöglichte. Obwohl die extreme Aerodynamik des ursprünglichen Designs verloren ging, war das Auto so konzipiert, dass es schnell genug war, um um Gesamtsiege mitzufahren.
Die Neugestaltung und schließlich der Bau des ersten Autos dauerte nur vier Monate. Das Chassis verfügte über einen Stahl-Rohrrahmen mit Paneelen aus Kohlefaser. Hinter dem Cockpit wurde der Motorraum so gestaltet, dass er groß genug war, um eine Vielzahl an unterschiedlichen Saugmotoren einbauen zu können. Hauptsächlich V8-Motoren von Ford, Chevrolet und Oldsmobile, die bei IMSA-GT-Privatteams üblich waren. Alle Autos verwendeten ein 5-Gang-Getriebe. Die Aufhängung bestand aus Doppelquerlenkern mit Schraubenfedern, die über eine Stößelstange befestigt waren. Ein Servolenkungssystem war ebenfalls ein Standardteil des Mk III.

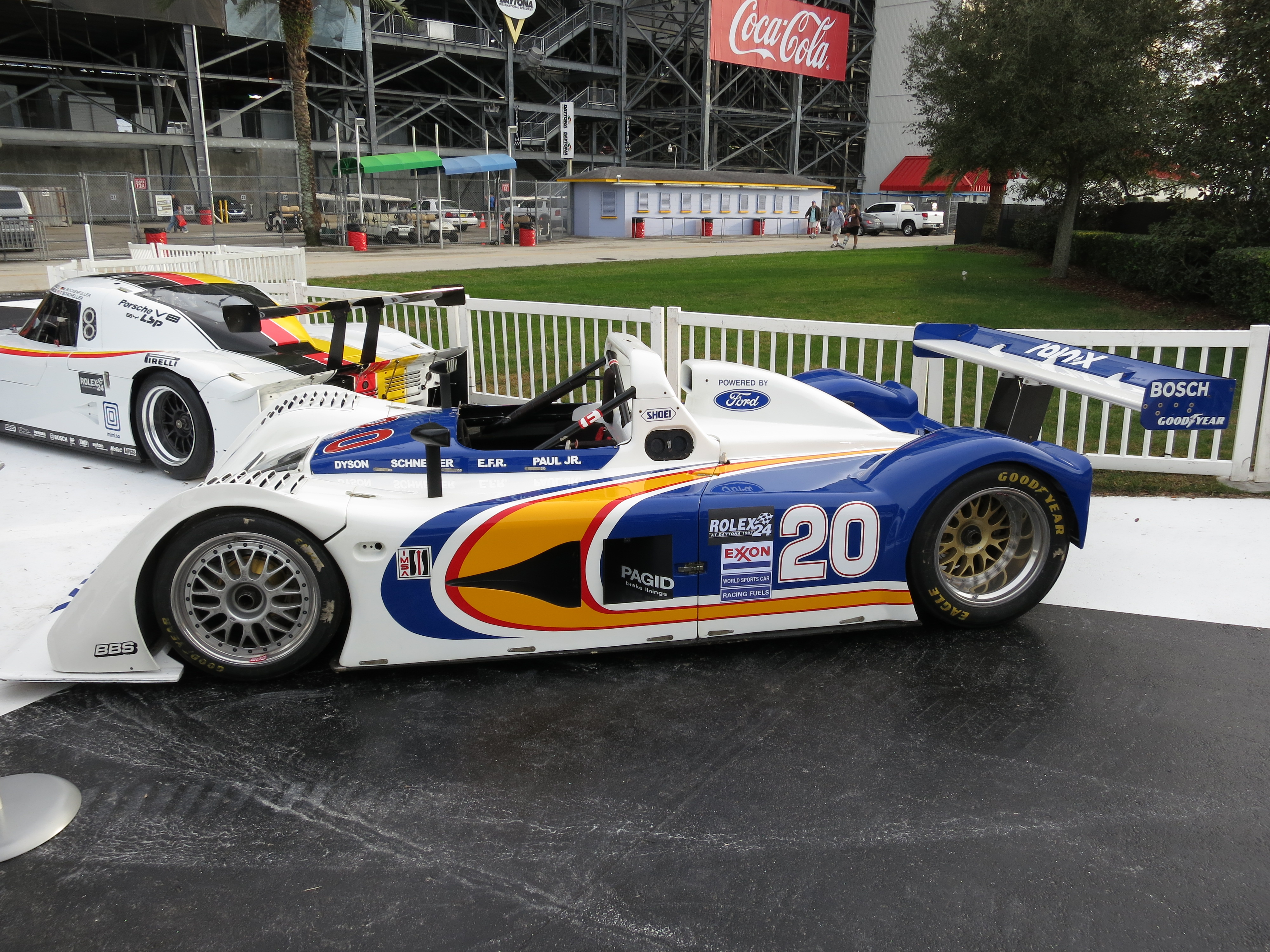
Dyson Racing-Riley & Scott Mk III

Die Karbonfaser- und Kevlar-Karosserie des Mk III wurde vom Flugzeugkonstrukteur John Roncz entwickelt, der Bob Riley dabei unterstützte, frühe Numerische-Strömungsmechanik-Programme zu verwenden, um die Aerodynamik des neuen Autos zu verfeinern. Abschließende aerodynamische Tests wurden in einem Lockheed-Windkanal durchgeführt. Die Front des endgültigen Mk III war dem ursprünglichen Designmodell von 1993 sehr ähnlich und verfügte über eine nach unten geneigte Nase die zu einem Diffusor unter der Vorderseite des Autos führte. In der Mitte ermöglichte ein breiter Einlass Luft in den Kühler, der flach unter der Nase montiert war. Die Luft verließ den Kühler durch zwei Öffnungen oben auf der Nase und vor dem Cockpit. Zwischen diesen Austrittsöffnungen hatten die Teams die Möglichkeit, für Nachtrennen zusätzliche Scheinwerfer einzubauen. Auf beiden Seiten des Kühlereinlasses wurde ein kreisförmiger Kanal angebracht, um Luft zur Kühlung an die Vorderradbremsen zu leiten. Hinter den Vorderrädern war die Karosserie relativ quadratisch und flach, mit durchgehenden Seitenkästen, die sich über die gesamte Fahrzeugbreite erstreckten. Hinter dem Cockpit wurde ein von den Regeln vorgeschriebener Überrollbügel in voller Breite positioniert. Unter dem Überrollbügel befand sich ein gewölbter Einlass für den Motor.
An den Seitenkästen wurden mehrere quadratische Löcher angebracht, damit die Teams ihre Kühlung und Aerodynamik je nach verwendeten Motoren, Strecken und Bedingungen anpassen konnten. Dabei kam spezielles Füllmaterial zum Einsatz. Am Heck des Wagens endete die Karosserie direkt hinter den Hinterrädern, nur der Heckflügel befand sich über dem Ende der Karosserie. Insgesamt wurde die Aerodynamik des Mk III so konzipiert, dass sie einen geringen Luftwiderstand aufwies, aber dennoch viel Abtrieb bot. Insgesamt wurden von 1995 bis 1998 17 Mk III gebaut, mit einem Preis von etwa 285.000 US-Dollar für ein Chassis ohne Motor.
1999 entwickelten Riley & Scott den Mk III weiter, um sie an die neueren LMP-Vorschriften anzupassen. Ein völlig neues drittes Design, offiziell bekannt als Mk IIIC, kam 2001 als letzte vom Unternehmen entwickelte Variante auf den Markt, bevor es zu anderen Programmen überging. Privatetams nahmen ihre eigenen Modifikationen an ihren Mk III vor, um die Leistung des Autos an ihre eigenen Bedürfnisse anzupassen.
Die ursprünglichen Mk III wurden bis Ende 2002 im Wettbewerb eingesetzt und sammelten dabei insgesamt 47 Rennsiege in Nordamerika und Europa sowie Meistertitel in der IMSA GT Championship, der United States Road Racing Championship, der Rolex Sports Car Series und der American Le Mans Series. Mk IIICs traten bis 2005 weiterhin im Wettbewerb an, konnten jedoch nie wie ihre früheren Vorgänger Siege erringen.
Ableger des MK III waren der Autoexe LMP99, der Rafanelli Mk III und der R&M SR01.

## Renngeschichte

### 1995–1997
Anfang Januar 1995 fuhr Dyson Racings erster Mk III seine ersten Runden auf dem Daytona International Speedway, bei den Testfahrten für das 24-Stunden-Rennen von Daytona später in diesem Monat. Die Fahrer des Teams fuhren die viertschnellste Zeit, hinter einem Trio von Ferrari 333SP, aber vor dem brandneuen TWR-Porsche WSC-95-Prototypen. Für das Rennen selbst wurden Rob Dyson, James Weaver, Scott Sharp und Butch Leitzinger dem Auto zugeteilt und qualifizierten sich erfolgreich als Sechste. Ihr Rennen sollte nur von kurzer Dauer sein, da der Ford-Motor bereits nach elf Runden kaputt ging. Im März nahm das Team am 12-Stunden-Rennen von Sebring teil und verbesserte seinen Qualifikationsrekord mit einem fünften Startplatz. Der Mk III konnte dieses Langstreckenrennen überstehen und zum ersten Mal ins Ziel kommen, wobei er den 35. Platz belegte.

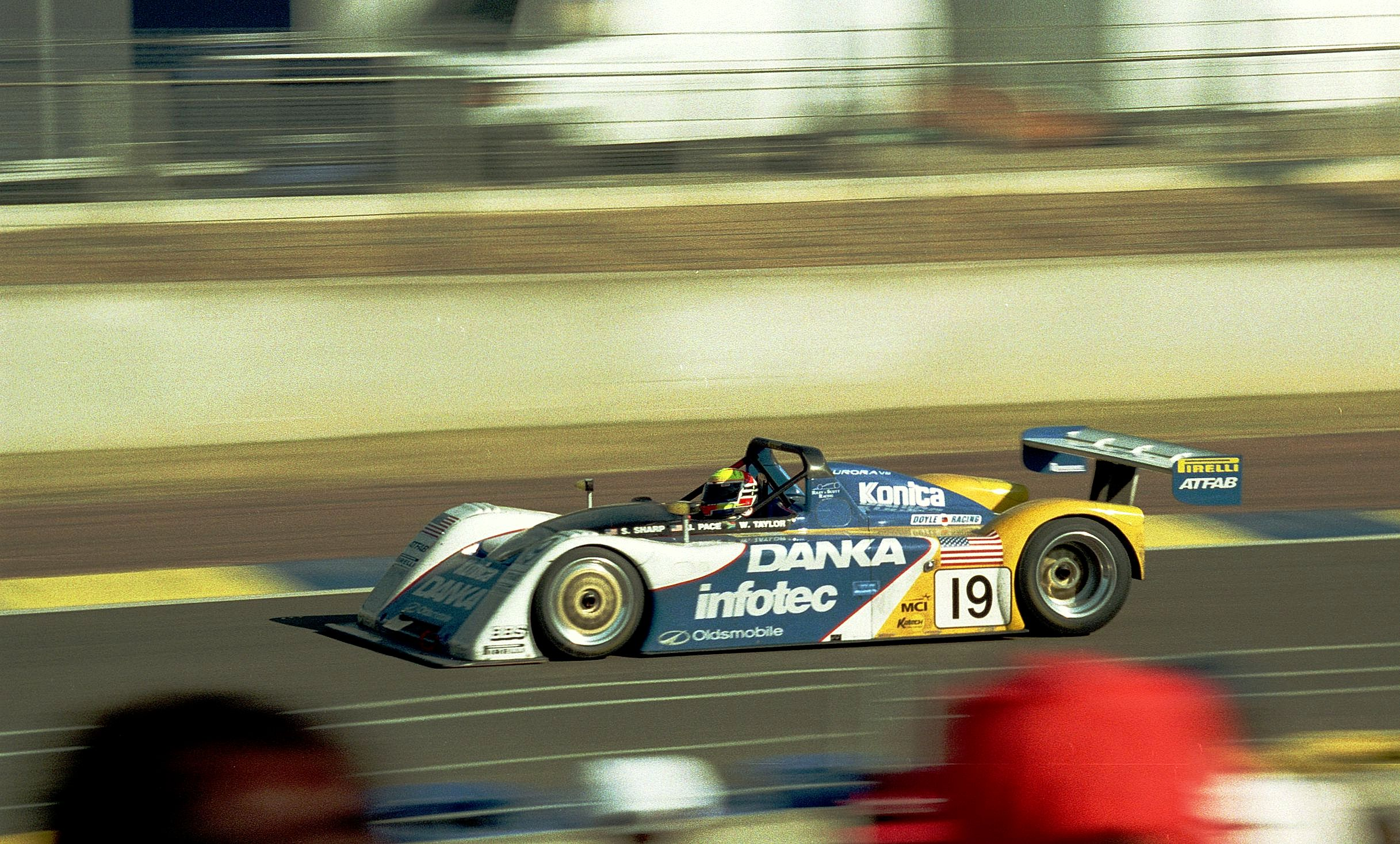
Der Riley & Scott Mk III von Wayne Taylor, Scott Sharp und Jim Pace beim 24-Stunden-Rennen von Le Mans 1996

Dysons zweiter Mk III-Ford wurde im April vor dem 3-Stunden-Rennen von Road Atlanta fertiggestellt, und James Weaver erreichte mit dem ersten Chassis den Gesamtsieg und bescherte Riley & Scott damit ihren ersten Erfolg als Konstrukteur bei ihrem erst dritten IMSA-GT-Rennen. Die Saison verbesserte sich weiter, als das Team drei Rennen in Folge, in Watkins Glen, Sears Point und Mosport Park gewann und sich beim Mosport-Event die erste Pole Position des Mk III sicherte. Am Steuer saß Andy Wallace. Dyson Racing beendete die Debütsaison mit dem Mk III mit den Plätzen eins und zwei in New Orleans. James Weaver wurde Zweiter in der Fahrerwertung, zwei Punkte hinter Ferrari-Fahrer Fermín Vélez.
Nach einer erfolgreichen Debütsaison kauften mehrere Teams für 1996 Mk III. General Motors regte den Einsatz von Oldsmobile-V8-Motoren durch das von Riley & Scott unterstützte Unternehmen Doyle Racing an. Dyson kam mit ihren beiden Chassis zurück. Doyle Racing zeigte sofort das Potenzial der Mk III-Oldsmobile-Kombination, indem es sowohl die 24 Stunden von Daytona (Wayne Taylor/Scott Sharp/Jim Pace) als auch die 12 Stunden von Sebring (Wayne Taylor/Eric van de Poele/Jim Pace) gewann. Während der gesamten Saison kämpfte Doyle mit den verschiedenen Ferrari- und Riley & Scott-Teams und gewann zwei weitere Rennen, bevor Dyson Racing die Saison mit drei Siegen in Folge beendete. Wayne Taylor von Doyle Racing gewann die WSC-Fahrermeisterschaft, während Oldsmobile die Herstellermeisterschaft gewinnen konnte. Doyles Mk III-Oldsmobile wurde in dieser Saison auch nach Europa geflogen, um an den 24 Stunden von Le Mans teilzunehmen. Das Team qualifizierte sich als Neunter, doch ein Getriebeproblem zwang das Auto nach vierzehn Stunden zum Ausfall.
Die Saison 1997 begann für Riley & Scott auf die gleiche Weise wie die Saison 1996, mit einem zweiten Sieg in Folge bei den 24 Stunden von Daytona, diesmal von Dyson Racing. Ferrari konnte einen ähnlichen Wiederholungssieg beim 12-Stunden-Rennen von Sebring verhindern, aber Dyson erholte sich mit fünf Siegen in den neun verbleibenden Rennen der Saison 1997 und gewann die WSC-Teammeisterschaft. Dysons Butch Leitzinger gewann die Fahrermeisterschaft und Ford sicherte sich die Herstellermeisterschaft, was Riley & Scotts einen sauberen Sieg in der Serie bescherte.

### 1998–2000
1998 war ein Jahr, in dem die Rennkampagne des Mk III aufblühte. Zusammen mit Dyson Racing führten Matthews-Colucci-Racing, Intersport Racing und Transatlantic Racing nicht nur die IMSA-GT-Championship, sondern auch die neue United States Road Racing Championship (USRRC) durch. Riley & Scott konnten nicht zum dritten Mal in Folge die 24 Stunden von Daytona in der USRRC gewinnen, aber Dyson Racing gewann die nächsten drei Rennen und beendete die Saison mit fünf Rennen mit einer Teammeisterschaft, einer Herstellermeisterschaft für Ford und einer Fahrermeisterschaft für James Weaver.

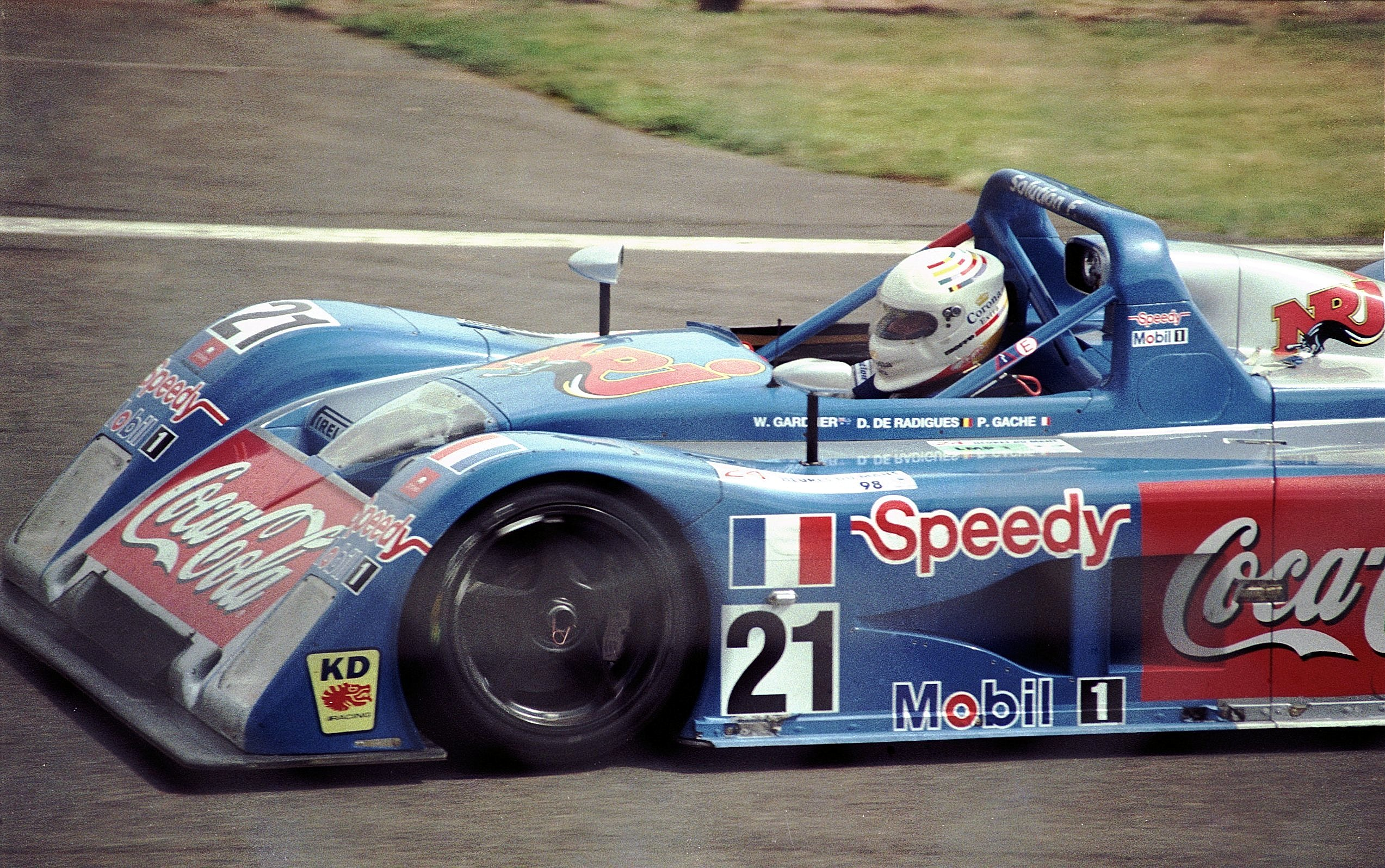
Didier de Radigues am Steuer eines Riley & Scott Mk III, beim 24-Stunden-Rennen von Le Mans 1998

In der IMSA-GT-Championship gewann Dyson ebenfalls drei Rennen und sicherte sich zum zweiten Mal in Folge die Fahrermeisterschaft für Butch Leitzinger und die Konstrukteursmeisterschaft für Ford, konnte jedoch die Teammeisterschaft gegen den Ferrari von Doyle-Risi Racing nicht gewinnen. Ein vierter Riley & Scott IMSA-GT-Sieg wurde auch vom von BMW unterstützten Team Rafanelli aus Italien errungen, das auch zu einem Trio von Teams gehörte, die Mk III in der European International Sports Racing Series (ISRS) einsetzten und vom europäischen Zweig von Riley & Scott unterstützt wurden. Das französische Solution-F-Team von Philippe Gache erzielte den ersten Erfolg der Marke außerhalb Nordamerikas, indem es die Endrunde 1998 in Kyalami, Südafrika, gewann und die Saison als Dritter in der Mannschaftsmeisterschaft abschloss.
Riley & Scott brachten 1999 eine überarbeitete Serie des 2 Mk III auf den Markt und gewann zum dritten Mal in vier Jahren die 24 Stunden von Daytona. Auf Dysons Sieg folgte ein weiterer im dritten Rennen der USRRC-Saison, das reichte für Dysons Fahrer Butch Leitzinger und Elliott Forbes-Robinson, um sich die Meisterschaft zu sichern da der Rest der Saison abgesagt wurde. Die IIMSA-GT-Meisterschaft wurde 1999 durch die American Le Mans Series ersetzt. Dyson eröffnete die ALMS-Saison, indem das Team beim 12-Stunden-Rennen von Sebring mit den Fahrern Leitzinger, Forbes-Robinson und Weaver nur neun Sekunden hinter dem siegreichen BMW V12 LMR von JJ Lehto/Jörg Müller/Tom Kristensen as Zweite ins Ziel kamen. Team Rafanelli gewann daraufhin die nächste ALMS-Runde in Road Atlanta. Der Rest der ALMS-Saison wurde von den BMW- und Panoz-Teilnehmern dominiert, aber konstante Platzierungen für Dyson Racing ermöglichten es Elliot Forbes-Robinson, seinen zweiten Fahrertitel zu gewinnen.
Außerhalb Nordamerikas hatte der Mk III keine so erfolgreiche Saison. Target 24, Solution F und RWS Motorsport nahmen alle an der ISRS teil, die jetzt in Sports Racing World Cup umbenannt wurde, aber keiner der drei konnte Rennen gewinnen. Solution F nahm mit zwei Mk III an den 24 Stunden von Le Mans teil. Allerdings schieden beiden Wagen bereits nach 74 Runden aus dem Rennen aus.
Im Jahr 2000 verlagerte sich die Aufmerksamkeit von Riley & Scott vom Mk III auf ihr neues Cadillac-Northstar-LMP-Programm in Zusammenarbeit mit General Motors. Obwohl dies bedeutete, dass es kaum Upgrades für den Mk III gab, waren die Autos immer noch starke Konkurrenten. Nach der Auflösung der USRRC wurde an dessen Stelle die Rolex Sports Car Series gegründet. Dyson Racing stieg in die Rolex-Serie ein und Robinson Racing konnte im zweiten Rennen der Saison mit einem neuen Mk III mit Judd-V10-Motor gewinnen. Ein weiterer Sieg kam zu Robinsons Gesamtsieg hinzu, aber Dysons vier Siege später in dieser Saison ermöglichten es ihnen, erneut die Mannschaftsmeisterschaft zu gewinnen.